# (203823) Zdanavičius
Pour les articles homonymes, voir Zdanavičius.
(203823) Zdanavičius est un astéroïde de la ceinture principale.

## Nom
L'astéroïde est nommé d'après l'astronome lituanien Kazimieras Zdanavičius. La citation de nommage est la suivante :

« Kazimieras Zdanavičius (né en 1938) est un chercheur de pointe à l'Institut de physique théorique et d'astronomie à Vilnius. Spécialiste en photométrie et classification stellaires, il a établi avec V. Straižys le système photométrique de Vilnius. Il étudie également la structure galactique, l'extinction atmosphérique et les planètes mineures. »

— 

## Description
(203823) Zdanavičius est un astéroïde de la ceinture principale. Il fut découvert le 5 octobre 2002 à l'observatoire Palomar par Kazimieras Černis. Il présente une orbite caractérisée par un demi-grand axe de 2,89 UA, une excentricité de 0,06 et une inclinaison de 3,9° par rapport à l'écliptique.

## Compléments